# Haverland (Zehrental)
Haverland ist ein Wohnplatz im Ortsteil Groß Garz der Gemeinde Zehrental im Landkreis Stendal in Sachsen-Anhalt.

## Geografie
Das altmärkische Dorf Haverland, ursprünglich ein Rundplatzdorf, liegt einen Kilometer südlich von Groß Garz und 10½ Kilometer nordwestlich der Hansestadt Seehausen (Altmark).

## Geschichte
Im Jahre 1541 wird von ungefähr ½ Schock Kommunikanten in Haverland bei ersten General-Kirchen-Visitation in der Altmark berichtet. Auch 1687 heißt das Dorf Haverland. 1725 gab es einen Garnweber im Dorf. 1804 lebten im Dorf Haverland 12 Halbbauern, ein Kossät, ein Einlieger. Es gab einen Krug. Im Jahre 1840 wurde ein Schulhaus mit einem Reihenschullehrer errichtet.
Im Jahre 1953 entstand die erste Landwirtschaftliche Produktionsgenossenschaft vom Typ III, die  LPG „Prof. Mitscherlich“. Sie bewirtschaftete 1960 mit 23 Mitgliedern eine landwirtschaftliche Nutzfläche von 253,6 Hektar. 1960 existierte auch eine LPG vom Typ I „Haverland“. Nach diversen Zusammenschlüssen der Genossenschaften gab es 1986 die Brigade Haverland der LPG „V. Parteitag“.

### Eingemeindungen
Am 30. September 1928 wurden unbewohnte Teile vom Gutsbezirk Groß Garz aus dem Landkreis Osterburg mit der Landgemeinde Haverland vereinigt. Am 1. April 1939 erfolgte der Zusammenschluss der Gemeinden Groß Garz und Haverland zu einer Gemeinde mit dem Namen Groß Garz. Haverland wurde zum Ortsteil und blieb es mindestens bis zum Jahre 2006. Danach wird das Dorf in Verzeichnissen des Bundeslandes nicht mehr genannt.

### Einwohnerentwicklung
| Jahr | Einwohner |
| ---- | --------- |
| 1734 | 124       |
| 1775 | 114       |
| 1789 | 084       |
| 1798 | 080       |

| Jahr | Einwohner |
| ---- | --------- |
| 1801 | 076       |
| 1818 | 097       |
| 1840 | 137       |
| 1864 | 153       |

| Jahr | Einwohner |
| ---- | --------- |
| 1871 | 165       |
| 1885 | 173       |
| 1892 | [00]163   |
| 1895 | 172       |

| Jahr | Einwohner |
| ---- | --------- |
| 1900 | [00]162   |
| 1905 | 155       |
| 1910 | [00]138   |
| 1925 | 138       |

Quelle wenn nicht angegeben:

## Religion
Die evangelischen Christen aus Haverland sind in die Kirchengemeinde Groß Garz eingepfarrt, die früher zur Pfarrei Groß Garz bei Krüden in der Altmark gehörte. Die Kirchengemeinde wird heute betreut vom Pfarrbereich Beuster des Kirchenkreises Stendal im Propstsprengel Stendal-Magdeburg der Evangelischen Kirche in Mitteldeutschland.

## Kultur und Sehenswürdigkeiten
- Ein Bauernhof im Dorf steht unter Denkmalschutz.